# Elasmoscelis spinifer
Elasmoscelis spinifer är en insektsart som beskrevs av Rauno E. Linnavuori 1973. Elasmoscelis spinifer ingår i släktet Elasmoscelis och familjen Lophopidae. Inga underarter finns listade i Catalogue of Life.